# Valdemanco del Esteras
Valdemanco del Esteras es un municipio y localidad española de la provincia de Ciudad Real, en la comunidad autónoma de Castilla-La Mancha. El término tiene una población de 163 habitantes (INE 2024).

## Geografía
Integrado en la comarca de Valle de Alcudia, se sitúa a 97 km de la capital provincial. El término municipal está atravesado por la carretera nacional N-502, entre los pK 286 y 296, además de por carreteras locales que conectan con Baterno y Saceruela. 
El municipio limita al norte con Puebla de Don Rodrigo, al sur con Chillón y Almadén, al este con Saceruela, y al oeste con Agudo y Baterno (provincia de Badajoz).
El relieve del municipio es montañoso y, como característico de las zonas de montaña, encontramos un terreno rocoso, siendo arcilloso en las zonas de valles. El territorio está atravesado por el río Esteras, afluente del Zújar, perteneciente a la cuenca del Guadiana. Las sierras predominan al norte y al sur del municipio, alcanzando altitudes entre 750-850 m sobre el nivel del mar. Por la parte central predominan los valles y vegas del río Esteras y sus arroyos. La altitud oscila entre los 853 m al sureste (cerro de la Osa), en el límite con Almadén, y los 430 m a orillas del río Esteras. El pueblo se alza a 572 m sobre el nivel del mar.
| Noroeste: Agudo          | Norte: Agudo y Puebla de Don Rodrigo | Noreste: Saceruela |
| Oeste: Baterno (Badajoz) |                                      | Este: Saceruela    |
| Suroeste: Chillón        | Sur: Chillón                         | Sureste: Almadén   |

## Historia
Valdemanco del Esteras tiene su origen en un grupo de molineros y colmeneros que decidieron instalarse cerca de los molinos del río Frío.
En 1833 fue declarado municipio independiente de Saceruela, que por aquella época albergaba cerca de cuarenta casas y una iglesia. A mediados del siglo XIX, el lugar contaba con una población censada de 215 habitantes. La localidad aparece descrita en el decimoquinto volumen del Diccionario geográfico-estadístico-histórico de España y sus posesiones de Ultramar de Pascual Madoz de la siguiente manera:

VALDEMANCO: l. con ayunt. en la prov. de Ciudad Real (14 leg.), part. jud. de Almaden (3), aud. terr. de Albacete (44), dióc. de Toledo, c. g. de Castilla la Nueva (Madrid 42). sit. en la vertiente al S. de una sierra; es de clima templado, defendido del N. y se padecen interminentes: tiene 43 casas de un solo piso, y una igl. (Ntra. Sra. del Valle), filial de Saceruela (3 leg.), servida por un teniente de fija residencia, que nombra el párroco. Se surte de aguas potables en un pozo que hay á la entrada, no porque falten manantiales abundantes y aguas delicadas en sus alrededores; pues al N. del pueblo hay uno que pasaria por sus calles, si no se le hubiese dirigido por un cauce sin artificio, para el riego de diferentes huertos poblados de vides, higueras y frutales. Confina el térm. por N. con el de Agudo; E. Saceruela; S. Almadén y Chillon, y O. Baterno (Badajoz), estendiéndose á una leg. por el NO., á 2 por el S. y E., y comprende un tebreno sumamente montuoso y quebrado, con algunos valles y cañadas, siendo preciso para sembrar las tierras el rozar y quemar las matas envejecidas, con cuya operacion resulta un beneficio que hace producir muy rico candeal. Le baña el r. Esteras á una leg. al S., cuyas márg. vestidas de fresnos, vides silvestres, y espesos y crecidos helechos dan abrigo a los rateros, mío alguna vez Infestan sus contornos. Los caminos son veredas escabrosas á los pueblos limilrofes, cruzando la sierra de la Osa, el puerto llamado del Rayo, cuya fragosidad, en medio de la cual se encuentran frutales y vestigios de poblacion antigua: es susceptible de numerosas emboscadas: el correo se recibe en Almaden. prod.: cereales en corta cantidad, linos y frutas; se mantiene ganado cabrio y muchas colmenas, y se cria abundante caza mayor y menor. ind. y comercio: telares de lienzo manejados por las mujeres, en cuya venta y en la del buen queso de cabras y miel escelente, se emplean sus moradores. pobl.: 43 vec., 215 alm. cap. imp.: 7,023 rs. contr.: 2,670.
Este l. fue ald. de Saceruela hasta el restablecimiento de la Constitucion, que con ventaja notable obtuvo ayunt. propio.
(Madoz, 1849, p. 279)

Hasta la reforma de la nomenclatura municipal de 1916 el municipio se llamaba simplemente Valdemanco. En dicha fecha su nombre fue modificado por el de Valdemanco del Esteras.

## Demografía
Valdemanco del Esteras cuenta con una población de 163 habitantes (INE 2024).
| Gráfica de evolución demográfica de Valdemanco del Esteras entre 1842 y 2021 |
| |
| Población de derecho según los censos de población del INE Población de hecho según los censos de población del INEEn estos censos se denominaba Valdemanco: 1842, 1857, 1860, 1877, 1887, 1897, 1900 y 1910 |

| 316           | 329 | 293 | 263 | 258 | 247 | 241 | 210 | 210 | 178 | 169 |
| (Fuente: INE) |     |     |     |     |     |     |     |     |     |     |

## Economía
La apicultura y la ganadería han estado y siguen estando muy ligadas a este pueblo, inmerso en tierras montuosas ricas en floraciones donde se instalaron colmenas que todavía hoy en día se utilizan. Actualmente Valdemanco es un pueblo dedicado en su gran mayoría a la ganadería (sobre todo ovina) y a la agricultura (olivo).

## Patrimonio
- Ruinas de molinos (anotaciones desde 1575) en la ribera de río Frío.
- Iglesia parroquial de la Virgen del Valle (siglo XVIII).
- Puente del río Esteras (siglo XIX).